# Халид од Саудијске Арабије
Халид од Саудијске Арабије (арап. خالد بن عبد العزيز ال سعود; Халид ибн Абдулазиз ел Сауд, рођен 13. фебруар 1913. у Ријаду; † 13. јун 1982.) био је краљ Саудијске Арабије  од 25. марта 1975. до своје смрти 1982. године, пети син краља Абдулазиза, оснивача модерне Саудијске Арабије. Био је трећи од шест Абдулазизових синова који су били краљеви.

## Биографија
Халид је био пети син краља Абдулазиза ибн Сауда и други од принцезе Ел Јавхаре ибн Мусаед, по мајци потиче из породице Ел-Судајри. Принц Мухамед од Саудијске Арабије био му је старији брат.
Након што је одгајан под бригом свог оца и обучен од стране високих исламских имама, Халид је водио државне послове у региону Меке, што му је дало искуство у влади. Од стране старијег полубрата краља Фајсала, именован је за престолонаследника и заменика премијера 29. априла 1964. године. Након убиства краља Фајсала, наследио га је 25. марта 1975. године. Сматрало се да је био поштен, скроман и религиозан, што га је издвајало од других модерних владара династије Сауд. Као и његов отац, волео је пустињу Руб ел Хали и осећао се повезаним са номадима и њиховим животима, због чега га многи саудијци и дан данас високо цене.

### Престолонаследник
Халидов старији пуноправни брат принц Мухамед одбио је место у наследству. Халид је такође одбио понуду краља Фајсала да буде именован за престолонаследника неколико пута до марта 1965. Поред тога, неколико пута је тражио од краља Фајсала да га уклони са положаја. Међутим, краљ је убедио Халида да је његово присуство као престолонаследника неопходно за одржавање мира у династији Сауда. Једна од шпекулација о избору принца Халида за наследника била је његова несклоност политици. Укратко, одабиром њега за наследника краљевска породица би могла да створи унутар породични консензус.
Халид је именован за престолонаследника 29. марта 1965. гдине. Краљ Фајсал је објавио Халидово именовање истог дана путем емитовања преко радија Мека:
Пошто је положај престолонаследника основни фактор за наставак и чврстину владавине, сада земља ужива стабилност, напредак и просперитет. Захваљујући својој привржености исламу. Велико ми је задовољство да објавим... да сам изабрао свог брата принца Халида бин Абдулазиза за престолонаследника да влада после мене.— краљ Фајсал

## Краљ Саудијске Арабије
Халид ја наследио свог полубрата краља Фајсала када је убијен 25. марта 1975. године. Проглашен је краљем након састанка високих чланова ел Сауда: од његовог ујака Абдулах ибн Абдул Рахмана и његове браће Мухамеда, Насера, Саада, Фахда и Абдулаха. Састанак је одржан само неколико сати након атентата на краља Фајсала. Халид је такође постао де факто премијер Саудијске Арабије и председавајући два значајна савета, односно Вишег савета за административну реформу и Врховног савета за националну безбедност.
Иако постоје различити извештаји у којима се наводи да је краљ Халид био само фигура током своје владавине, он у ствари није био фигура, већ доносилац коначне одлуке о свим важним политичким питањима током своје владавине. Краљ Фајсал је успоставио систем у коме је краљ био коначни посредник у породичним проблемима. Краљ Халид је смањио моћ Судајри Седморице у вези са сукцесијом из 1977. године, када је био у Лондону на лечењу. Након неуспешног покушаја Судајри Седморице да свргну краља Халида и да поставе једног од својих, принца султана, за заменика престолонаследника уместо принца Абдулаха, краљ је затражио од престолонаследника Фахда и принца Абдулах да у потпуности поштују постојећи план сукцесије без икаквих промена. Краљ Халид је такође пажљиво проверавао активности престолонаследника Фахда због његове јасне подршке прозападној политици и непријатељске тенденције према Ирану и шиитском становништву Саудијске Арабије.
Такође се сматра да је краљ Халид био генијалан старатељ током своје владавине. Међутим, није успео да монополизује власт током своје владавине, што је довело до оснаживања принчева који су били на моћним положајима у касној владавини краља Фајсала. Имао је неке личне карактеристике које су га учиниле поштованим краљем. Дивили су му се као поштеном човеку који је успео да успостави добре односе са традиционалним естаблишментом Саудијске Арабије. Стога су му дали подршку и други принчеви и моћне силе земље. Гадах Алгхунајми, члан одбора Центра за национални дијалог краља Абдулазиза, тврди у својој докторској дисертацији да је Халидова владавина била златна ера и „ера доброте“ за земљу.

## Смрт и сахрана
Краљ Халид је преминуо 13. јуна 1982. године од срчаног удара у својој летњој палати у Таифу. Истог дана његово тело је донето из Таифа у Меку. Након џеназе, намаза у Великој џамији у Меки, краљ Халид је сахрањен на гробљу Ел Оуд у Ријаду. Лидери Катара, Кувајта, Џибутија, Уједињених Арапских Емирата и Бахреина, као и председник Египта Хосни Мубарак, учествовали су на сахрани, краља Халида од Саудијске Арабије.